# Спомен стуб Ламартину у Земуну
Спомен стуб Ламартину у Земуну је јавни споменик подигнут у Земунском парку у част француског песника, писца и државника Алфонса де Ламартина. Ово спомен-обележје подсећа на његов боравак у Земуну 1833. године.

## Подизање споменика
Спомен стуб у облику мањег обелиска постављен је 1933. године, поводом обележавања стогодишњице боравка Алфонса де Ламартина у Земуну. Ламартин је, путујући на Исток, 1833. године боравио у Земуну, који је тада био погранично место Хабзбуршке монархије према Османском царству. Током свог боравка, био је смештен у Контумацу (карантину). Контумац у Земуну, основан у првој половини XVIII века, представљао је први облик санитарне заштите и изолације од заразних болести на граници Истока и Запада.
Споменик је подигло Друштво пријатеља Француске 1933. године, као знак поштовања према великом песнику и у знак сећања на његову посету.

## Опис споменика
Спомен-стуб је израђен од камена и има форму витког, четвоространог обелиска постављеног на степенасто постоље. Налази се у централном делу Земунског парка, на простору између православне цркве Светог архангела Гаврила и католичке цркве Светог Рока. На споменику се налази натпис који подсећа на Ламартинов боравак. Према доступним подацима из елабората Завода за заштиту споменика културе града Београда, споменик је описан као камено обележје једноставне форме.

## Значај
Спомен-стуб Ламартину има културно-историјски значај као обележје које сведочи о везама Србије и Француске, као и о присуству знаменитих личности европске културе на овим просторима. Такође, представља важан елемент амбијенталне целине Земунског парка.
Поред овог спомен-стуба, у Београду постоји и спомен-биста Алфонсу де Ламартину у Карађорђевом парку на Врачару, рад словеначког вајара Лојзеа Долинара.